# Ga đại học Kangnam
Ga đại học Kangnam (tiếng Hàn: 강남대역; Hanja: 江南大驛) là ga của Everline ở Gugal-dong, Giheung-gu, Yongin, Hàn Quốc.

## Bố trí ga
| Giheung ↑ |
| \| N/B    |
| ↓ Jiseok  |

| Hướng Bắc | ●Tuyến EverLine | ← Hướng đi Giheung            |
| Hướng Nam | ●Tuyến EverLine | → Hướng đi Jeondae–Everland → |

## Liên kết
- (tiếng Hàn) Thông tin ga Lưu trữ ngày 12 tháng 11 năm 2014 tại Wayback Machine từ Everline